# Xosé Luís Méndez Ferrín
Xosé Luís Méndez Ferrín (Ourense, 7 de Agosto de 1938) é um político e escritor galego, um dos mais representativos da literatura galega contemporânea. 

## Biografia
Na sua infância residiu em Ourense com estâncias em Vilanova dos Infantes, Celanova. Na cidade de Ourense faz o primeiro curso de Segundo Grau e traslada-se depois (1949) com a sua família a Pontevedra. É ali que termina os estudos de Segundo Grau. 
Em 1955 ele e sua família trasladam-se a Vigo. Neste momento começa a estudar Filosofia e Letras na Universidade de Santiago de Compostela. Ali toma contato com o galeguismo cultural nucleado na Editorial Galaxia em torno à figura de Ramón Piñeiro, mas não tardará em reclamar uma nova articulação da oposição política ao franquismo e do próprio nacionalismo, o que provocará a sua expulsão, com outros moços, do Consello da Mocedade. Em 1956 foi primeiro prêmio de poesia nas Festas Minervais de Santiago. 
Em 1957 marchou para Madrid, onde três anos depois obteve a licenciatura em Filologia Românica. Nesta cidade mantém contato com os focos galeguistas e de esquerda ali localizados. Assim, em 1958, é criado o grupo Brais Pinto,  constituído em torno à editorial do mesmo nome. 
Em 1961 segue um curso de cultura inglesa na Universidade de Oxford. Entre 1963 e 1965 realiza diversas viagens pela Europa. Após fazer o serviço militar em Canárias viveu dois anos (1962 e 1964) em Lugo exercendo de professor no Colégio Fingoi até que em 1965 obtém a Cátedra de Língua e literatura Espanhola do Instituto Santa Irene de Vigo e instala-se nessa cidade. 
Devido à sua atividade política foi processado em três ocasiões - a última, quando já estavam em vigor as instituições democráticas espanholas-, sofrendo torturas no cárcere.
Em nossos dias é professor de literatura no Instituto Santa Irene de Vigo. Também é colunista no jornal Faro de Vigo e dirige a revista de pensamento crítico A Trabe de Ouro, que tem influído  no devir da cultura galega com a difusão de problemas e investigações sobre questões diversas com aproximações interdisciplinares e sob uma dupla perspectiva nacional e universal. 
Ferrín foi membro da Real Academia Galega  até que renunciou em fevereiro de 2013 depois de ser acusado de contratação de parentes. É Doutor Honoris Causa pela Universidade de Vigo. É Doutor em Filologia.
Ferrín foi proposto ao Prêmio Nobel de Literatura em 1999 pela Associação de Escritores em Língua Galega. Foi galardoado com vários prêmios, como o Prêmio da Crítica, Prêmio da Crítica Espanhola, Prêmio da Crítica da Galiza, Premio Losada Diéguez ou o Premio Eixo Atlántico. Em 2008 recebeu o primeiro Premio Nacional da Cultura Galega de Literatura.

## Atividade política
Já em 1958 faz parte do grupo plástico-literário Brais Pinto, de tendência nacionalista e influenciado pela estética beat. Nas suas viagens pela França e Inglaterra toma contato com o marxismo, um feito transcendental para sua biografia, mas também para a evolução do nacionalismo galego na segunda metade do século XX. Em sintonia com exilados como Luís Soto, Méndez Ferrín julgará única saída possível para a Galiza contemporânea a fusão entre galeguismo radical e marxismo-leninismo, em linha com os movimentos de libertação nacional que triunfavam em Cuba, Vietnam ou Argélia. Este processo ideológico culminará, em 1964, na criação da Unión do Povo Galego. Devido à sua atividade política, Ferrín foi acusado de propaganda ilegal em 1967 e esteve detido na prisão do Príncipe de Vigo. 
Em 1968 foi processado por rebelião militar, mas a causa finalmente foi despronunciada. Em 1969, durante o estado de exceção, foi detido novamente, julgado e condenado a dois anos de cárcere por propaganda ilegal, dos quais cumpriu parte. Em 1972, devido às greves de Maio e Setembro em Vigo, houve contra ele uma ordem de busca e captura, a qual o obrigou a passar à clandestinidade. Em 1977 participa na formação da Unión do Povo Galego-liña proletaria, que se convertiria em 1978 no Partido Galego do Proletariado, e em 1979 na Organización de Liberación Nacional Galiza Livre. Em 1980 foi detido sob a acusação de tenência de armas, passou três meses no cárcere de Segóvia antes de ser posto em liberdade; julgado pela Audiência Nacional, ficou absolto. Na atualidade sustém iniciativas políticas e sociais como as Redes Escarlata e é membro destacado da organização política Frente Popular Galega.

## Estilo literário

### Narrativa
Toda a narrativa de Ferrín rege-se, em geral, por certos princípios que conferem certa unidade: no transcorrer da mesma vão-se repetindo temas, personagens, espaços e técnicas narrativas. Assim mesmo, toda ela liga com a tradição literária galega e com a literatura universal do século XX. As principais características são:
- Preocupação crítica e revolucionária pelos problemas da Galiza.
- Intertextualidade: repetem-se personagens e espaços, e incorporam-se também outros pertencentes a outras obras literárias de todos os tempos.
- Flutuação entre o real e o fictício.
- Recorrência ao mundo onírico, às vezes difícil de distinguir do real.
- Presença do misterioso, do inexplicável, e predomínio da violência e da morte.
- Criação de espaços literários (Tagen Ata, Terra Ancha, ...), e abundância de espaços fechados.
- Nas três primeiras obras as personagens são anti-heróis, enquanto a partir de Retorno a Tagen Ata aparecem com freqüência o herói revolucionário e seus antagonistas: o traidor e o inimigo.
- Às vezes as personagens sofrem metamorfoses e transformam-se.
- Desenlaces surpreendentes e paradoxais.

## Obras publicadas

### Poesia
- Voce na néboa, 1957.
- Antoloxía Popular, 1972, com o pseudónimo de Heriberto Bens.
- Sirventés pola destrucción de Occitania, 1975.
- Con pólvora e magnolias, 1977. Prêmio da Crítica.
- Poesía enteira de Heriberto Bens, 1980.
- O fin dun canto, 1982.
- Erótica, 1992.
- Estirpe, 1994. Prêmio Losada Diéguez.
- O outro, 2002.
- Era na selva de Esm, 2004.
- Contra Maquieiro, 2005. Prêmio Losada Diéguez.

### Narrativa
- Percival e outras historias, 1958.
- O crepúsculo e as formigas, 1961.
- Arrabaldo do norte, 1964.
- Retorno a Tagen Ata, 1971.
- Elipsis e outras sombras, 1974.
- Antón e os inocentes, 1976.
- Crónica de nós, 1980.
- Amor de Artur, 1982.
- Arnoia, Arnoia, 1985.
- Bretaña Esmeraldina, 1987. Prêmio Crítica Galicia.
- Arraianos, 1991. Prêmio Crítica Galicia, Prêmio Losada Diéguez, Prêmio da Crítica Espanhola.
- No ventre do silencio, 1999. Prêmio Eixo Atlántico de narrativa galega e portuguesa “Carlos Blanco”.

### Outros gêneros
- O Cancioneiro de Pero Meogo, 1966.
- De Pondal a Novoneyra, 1984.
- Conversas con Xosé Luis Méndez Ferrín, 2006.